# Stamboom Amalia van Solms (1602-1675)
Dit is de stamboom van Amalia van Solms (1602-1675).
| Stamboom Amalia van Solms (1602-1675)                                              | Stamboom Amalia van Solms (1602-1675)                              | Stamboom Amalia van Solms (1602-1675)                                             | Stamboom Amalia van Solms (1602-1675)                              | Stamboom Amalia van Solms (1602-1675)                              | Stamboom Amalia van Solms (1602-1675)                                                  | Stamboom Amalia van Solms (1602-1675)                                                  | Stamboom Amalia van Solms (1602-1675) | Stamboom Amalia van Solms (1602-1675)                                                  | Stamboom Amalia van Solms (1602-1675)                                                  |
| ---------------------------------------------------------------------------------- | ------------------------------------------------------------------ | --------------------------------------------------------------------------------- | ------------------------------------------------------------------ | ------------------------------------------------------------------ | -------------------------------------------------------------------------------------- | -------------------------------------------------------------------------------------- | --- | -------------------------------------------------------------------------------------- | -------------------------------------------------------------------------------------- |
| Grootouders                                                                        | Koenraad van Solms (1540-1592) x Elisabeth van Nassau (1542-1603)  | Koenraad van Solms (1540-1592) x Elisabeth van Nassau (1542-1603)                 | Koenraad van Solms (1540-1592) x Elisabeth van Nassau (1542-1603)  | Koenraad van Solms (1540-1592) x Elisabeth van Nassau (1542-1603)  | Lodewijk I van Sayn-Wittgenstein (1532-1605) x Elisabeth van Solms-Laubach (1549-1599) | Lodewijk I van Sayn-Wittgenstein (1532-1605) x Elisabeth van Solms-Laubach (1549-1599) | Lodewijk I van Sayn-Wittgenstein (1532-1605) x Elisabeth van Solms-Laubach (1549-1599) | Lodewijk I van Sayn-Wittgenstein (1532-1605) x Elisabeth van Solms-Laubach (1549-1599) | Lodewijk I van Sayn-Wittgenstein (1532-1605) x Elisabeth van Solms-Laubach (1549-1599) |
| Ouders                                                                             | Johan Albrecht I van Solms-Braunfels x Agnes van Sayn-Wittgenstein | Johan Albrecht I van Solms-Braunfels x Agnes van Sayn-Wittgenstein                | Johan Albrecht I van Solms-Braunfels x Agnes van Sayn-Wittgenstein | Johan Albrecht I van Solms-Braunfels x Agnes van Sayn-Wittgenstein | Johan Albrecht I van Solms-Braunfels x Agnes van Sayn-Wittgenstein                     | Johan Albrecht I van Solms-Braunfels x Agnes van Sayn-Wittgenstein                     | Johan Albrecht I van Solms-Braunfels x Agnes van Sayn-Wittgenstein | Johan Albrecht I van Solms-Braunfels x Agnes van Sayn-Wittgenstein                     | Johan Albrecht I van Solms-Braunfels x Agnes van Sayn-Wittgenstein                     |
| Amalia van Solms (1602-1675) x 1625 Frederik Hendrik van Oranje-Nassau (1584-1647) |                                                                    |                                                                                   |                                                                    |                                                                    |                                                                                        |                                                                                        | |                                                                                        |                                                                                        |
| Kinderen                                                                           | Willem II (1626-1650) x 1641 Maria Stuart (1631-1660)              | Louise Henriëtte (1627-1667) x 1646 Frederik Willem I van Brandenburg (1620-1688) | Henriëtte Amalia (1628)                                            | Elisabeth (1630)                                                   | Isabella Charlotte (1632-1642)                                                         | Albertine Agnes (1634-1696) x 1652 Willem Frederik van Nassau-Dietz (1613-1664)        | Henriëtte Catharina (1637-1708) x 1659 Johan George II van Anhalt-Dessau (1627-1693) | Hendrik Lodewijk (1639)                                                                | Maria (1642-1688)                                                                      |
| Kleinkinderen                                                                      | Willem III (1650-1702)                                             | Frederik I van Pruisen (1657-1713)                                                | -                                                                  | -                                                                  | -                                                                                      | Amalia (1655-1695) Hendrik Casimir II (1657-1696)                                      | Elisabeth Albertine (1665-1706) Amalia (1666-1726) Louise Sophie (1667-1678) Marie Eleonore (1671-1756) Henriëtte Agnes (1674-1729) Leopold I (1676-1747) de oude Dessauer Johanna Charlotte (1682-1750) | -                                                                                      | ?                                                                                      |